# Handelsschule (Bremen)
Die Handelsschule in Bremen war von 1802 bis 1905 eine höhere Schule. Aus ihr entwickelte sich über die Oberrealschule an der Dechanatstraße, über die Lüderitz-Oberschule (1938), über die Oberschule (Zweig B, C und D) (1945) das spätere Gymnasium an der Parsevalstraße.

## Geschichte

### Lateinschulen
Vom 16. bis zum 18. Jahrhundert gab es in Bremen als Lateinschulen von 1528 die reformierten Freie Lateinschule und von 1642 die lutherische Domschule.

### Handelsschule
Im Jahr 1802 gründete sich die Handelsschule als Bildungsgrundlage für die Kaufmannsberufe.

Eschenhof, ehemalige Kurie des Domdechanten, seit 1817 Hauptschule mit der Handelsschule an der Domsheide

1817 entstand die neue, dreigliedrige Hauptschule in Bremen, bestehend aus der
- Vorschule für Knaben vom 8. bis zum 14. Lebensjahr im Eschenhof (ein Gebäude der Domdechanei an der Domsheide),
- Handelsschule im Eschenhof und der
- Gelehrtenschule (Voraussetzung für das Universitätsstudium) im Kapitelhaus am Bremer Dom, dann auch im Eschenhof, die seit 1857 als Gymnasium und dann als Altes Gymnasium bezeichnet wurde.

Die Handelsschule hatte ihren Schwerpunkt bei den neuen Sprachen und den Realien, ein veralteter pädagogischer Begriff für die Sachfächer, die sich mit realen Dingen beschäftigen, wie Biologie, Geographie oder Mathematik.
Das Schulgeld betrug neben den Lernmitteln etwa 36 Taler. Anfänglich wurden an die 250 Schüler in fünf Jahrgangsklassen unterrichtet. Die Schülerzahl stieg danach an.
Die Schule war im Eschenhof an der Domsheide (heute Standort der Hauptpost) untergebracht, der davor zum Dombereich gehörte und als Residenz für das Herzogtum Bremen diente. 1872/73 erhielt die Hauptschule nach Plänen von Alexander Schröder einen spätklassizistischen Neubau an der Dechanatstraße und 1875 zog die Hauptschule und damit auch die Handelsschule um. Handelsschule und das benachbarte Gymnasium benutzten die Turnhalle und die Aula gemeinsam.
Das Realgymnasium wurde Mitte des 19. Jahrhunderts in Preußen eingeführt. Häufig wurden dazu bestehende sechsklassige Realschulen um drei Jahre (die Prima bzw. Oberstufe) erweitert. Realgymnasien wurden daher übergangsweise auch Realschulen 1. Ordnung genannt. So wurde dann auch 1877/78 die Handelsschule zu einer Realschule 1. Ordnung.
Im Jahr 1886 wurde aus dem Verbund der Hauptschule die Vorschule ausgegliedert und teilweise der Handelsschule und dem Gymnasium angegliedert. Die Vorbereitung für die Oberstufen blieb privaten Schulen überlassen.
1888 firmierte die Schule als Handelsschule (Realgymnasium). Sie wandelte sich 1893 zur lateinlosen Oberrealschule um. Bis 1905 gab es die Handelsschule.

### Weitere Entwicklung

#### Oberrealschule an der Dechanatstraße
1905 wurde die Handelsschule als Oberrealschule an der Dechanatstraße eine selbstständige Schule und blieb im selben Gebäude. Von 1906 bis 1933 war Carl Dietz Direktor dieser Schule. 1935 wurde ein Schullandheim in Dötlingen eröffnet, das der Bremer Schule angegliedert war.

#### Lüderitzschule zur Zeit des Nationalsozialismus
1937 wurde sie als Oberschule für Jungen bezeichnet und von 1938 bis 1945 trug sie den Namen Lüderitz – Oberschule. Der Unterricht wurde stark politisiert. Der Leistungsstandard nahm wegen der vielen HJ-Tätigkeiten ab. 1943/44 fand, bis auf die Oberklassen, der Unterricht in Sachsen statt.

#### Oberschule nach 1945
Nach Kriegsende 1945 fand in den Gebäuden wieder Schulunterricht statt, die Bildungseinrichtung hieß nun schlicht Oberschule an der Dechanatstraße.
1954 waren 850 Schüler an der Oberschule, die als eine Art additive Gesamtschule die Schulzweige B (Mittelschule), C (Wirtschaftsoberschule) und D (Oberstufe/Gymnasium) aufnahm.

#### Gymnasium an der Parsevalstraße
1957 wurde die Schule in Gebäude an der Parsevalstraße in Bremen – Sebaldsbrück verlegt. 1956/57 war hier ein ergänzender Neubau nach Plänen von Hans Budde erstellt worden. Etwa um 1976/77 entstand daraus ein Schulzentrum. 1987 wurde das Gymnasium im Schulzentrum aufgelöst. Auf dem Gelände befindet sich heute das Schulzentrum Sebaldsbrück für die Sekundarstufe I und die Schule an der Parsevalstraße als Grundschule. Sie ist ein Eigenbetrieb des Landes und der Stadtgemeinde Bremen.
Das Wirtschaftsgymnasium verblieb an der Dechanatstraße und zog 1959 zum Hillmannplatz um.

#### Gebäudenutzung
Das Schulgebäude an der Dechanatstraße nutzte bis 1987 das sich vergrößernde Alte Gymnasium, das dann zur Kleinen Helle umzog. Seitdem wird das Gebäude von der Hochschule für Künste Bremen genutzt.

## Bekannte Lehrer und Schüler

### Lehrer
nach Geburtsjahr zeitlich geordnet
- Franz Karl Mertens (1764–1831), Botaniker, Lehrer, Professor und Vorsteher der Handelsschule
- Adam Storck (1780–1822), Historiker, 1817 Berufung als Lehrer, 1918 bis 1822 Professor
- Wilhelm Theodor Hundeiker (1786–1828), von 1822 bis zu seinem Tod Professor an der Schule
- Heinrich Ferdinand Scherk (1798–1885), Mathematiker und Astronom, von etwa 1852 bis 1874 Lehrer an der Handelsschule
- Victor Aimé Huber (1800–1869), Sozialreformer, Reiseschriftsteller und Literaturhistoriker, 1828 Lehrer für Geschichte und neuere Sprachen an der Handelsschule, später bis 1832 am Alten Gymnasium
- Christian Friedrich Feldmann (1813–1883), Lehrer in den 1840er Jahren, 1849 Senator
- Wilhelm Hertzberg (1813–1879), Philologe, von 1858 bis 1866 Direktor der Handelsschule, dann Direktor des Alten Gymnasiums
- Elard Hugo Meyer (1837–1908),  Indogermanist, um 1860er Jahre bis 1882 Lehrer, ab 1876 Professor und Direktor der Handelsschule
- Wilhelm Müller-Erzbach (1839–1914), Naturwissenschaftler, von 1876 bis 1893 Lehrer an der Handelsschule, um 1893 Professor, ab 1884 Mitglied der Bremischen Bürgerschaft
- Karl Fricke (1852–1915), ab 1878 Professor an der Handelsschule
- Alwin Lonke (1865–1947), von 1897 bis 1905 Lehrer und Oberlehrer an der Handelsschule, von 1905 bis 1931 Oberlehrer und Professor an der Oberrealschule
- Hermann Tardel (1869–1951), Literaturhistoriker und Volkskundler, von 1898 bis 1905 Lehrer
- Carl Dietz (1870–1943), 1897 Lehrer an der Handelsschule, ab 1905/06 bis 1933 Direktor und Professor der neuen Oberrealschule an der Dechanatstraße, Politiker, Mitglied der Bremer Bürgerschaft von 1909 bis 1933 (NLP und DVP)
- Hermann Entholt (1870–1957), Historiker,  und Archivdirektor, 1897 Hilfslehrers und 1898 Oberlehrer
- Karl Carstens († 1914), Vater von Bundespräsident Karl Carstens, Oberlehrer und Studienrat an der Handelsschule
- Hajo Oertel (1905–1983), unterrichtete Englisch, Sport, Philosophie

### Schüler
Alphabetisch geordnet
- Emil Fitger (1848–1917), Kaufmann, Chefredakteur der Weser-Zeitung und Mitglied der Bremer Bürgerschaft
- Hermann Frese (1843–1909), Politiker, Reichstagsabgeordneter und Bremer Senator
- Johann Hermann Holler (1818–1868), Kaufmann und Förderer des Bremer Bürgerparks
- Herrmann Elard Kuhlmann (1881–1924), Kaufmann, Deutsch Amerikanische Petroleum Gesellschaft Hamburg
- Adolf Lüderitz (1834–1886), deutscher Kaufmann, Schüler um 1850
- Moritz Marwede (1851–1932), Unternehmer
- Ernst Merck (1811–1863), Unternehmer und Politiker
- Alexander Georg Mosle (1827–1882), Kaufmann, Politiker und Reichstagsabgeordneter
- Julius Conrad Müller (1850–1914), Gutsbesitzer und Mitglied des Deutschen Reichstags
- Franz Neelmeyer (1868–1941), Inhaber des Bremer Bankhauses Neelmeyer & Co.
- Willi Rickmer Rickmers (1873–1965), Bergsteiger, Skipionier, Forschungsreisender und Sammler
- Bärbel Schäfer (* 1963), Fernsehmoderatorin und -produzentin
- Henning Scherf (* 1938), Politiker (SPD), von 1995 bis 2005  Bürgermeister und Präsident des Senats der Freien Hansestadt Bremen
- Carl Schütte (1839–1917), Kaufmann und Mäzen in Bremen
- Carsten Waltjen (1814–1880), Industrieller und Mitgründer der Werft AG Weser in Bremen